# 7-Seen-Wanderung

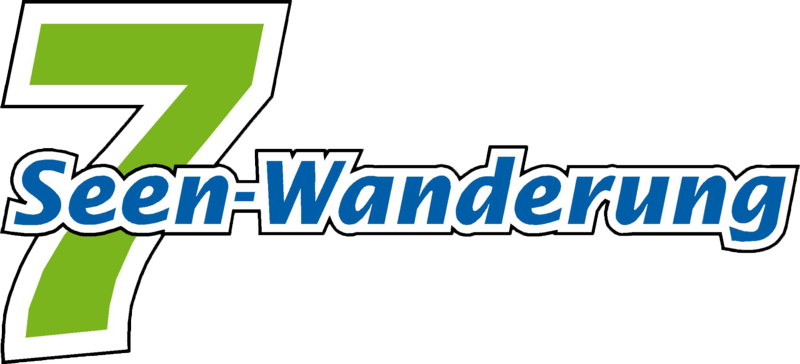
Logo der 7-Seen-Wanderung

Die 7-Seen-Wanderung ist ein jährliches Wander-Großereignis mit dem Hauptort Markkleeberg südlich von Leipzig. Am ersten Wochenende im Mai starten mehrere Tausend Wanderer zu verschieden langen Wanderrouten im Leipziger Neuseenland und darüber hinaus.

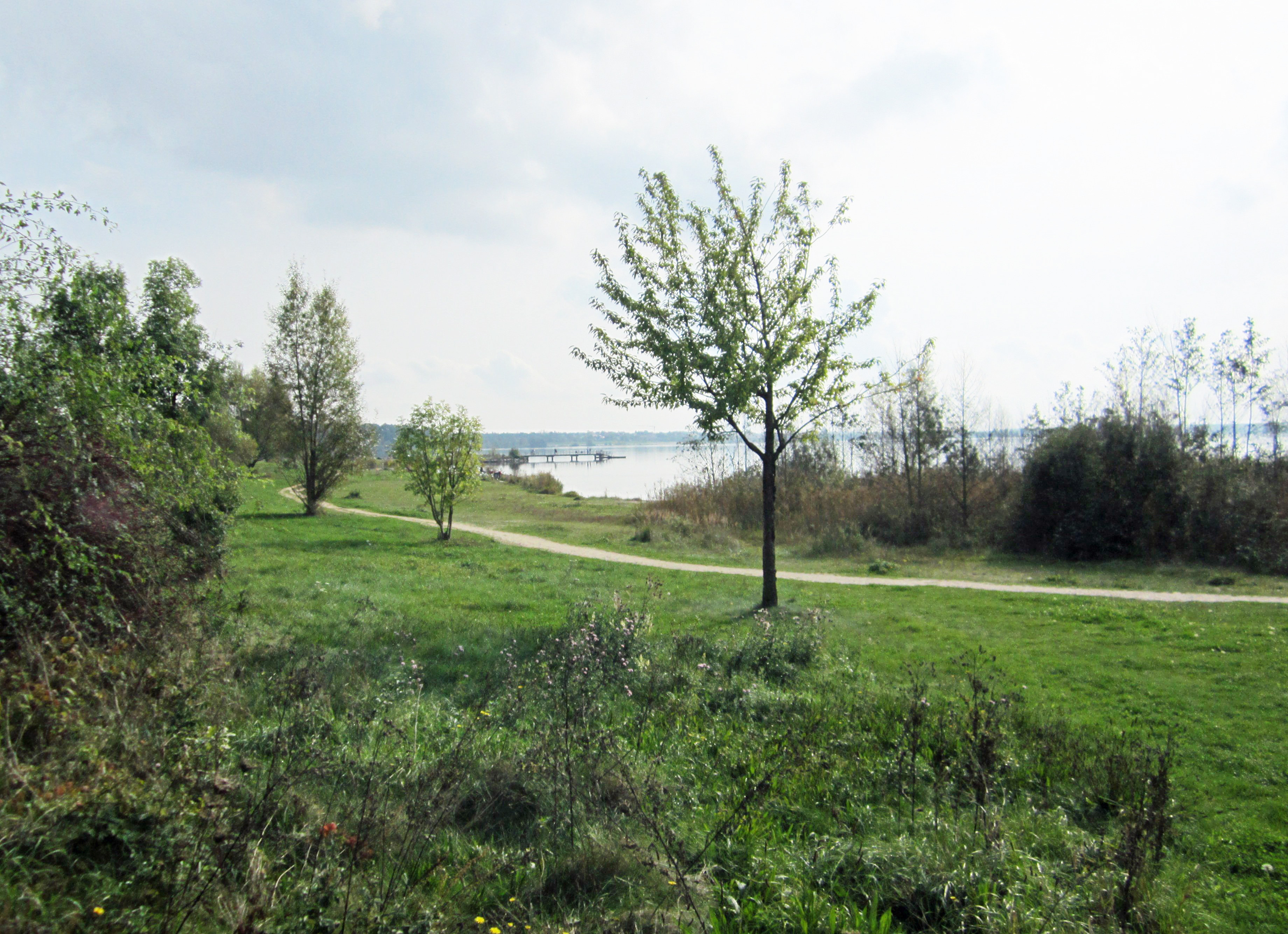
Wegstrecke am Cospudener See

Der Name rührt von der längsten Strecke her, die auf ihren 107 Kilometern über etwa 24 Stunden sieben Seen berührt: den Waldsee Lauer, den Cospudener See, den Zwenkauer See, den Stausee Rötha, den Bockwitzer See, den Störmthaler See und den Markkleeberger See.

## Strecken
Die insgesamt angebotenen 66 Strecken (Stand 2017) gliedern sich in vier Gruppen: Wanderstrecken (28), geführte Touren (21), Kindertouren (13) und Gesundheitswandern (4).
Die reinen Wanderstrecken mit Weglängen zwischen 11 und 107 Kilometern (im Mittel 39 km) legen die Wanderer nach gemeinsamem Start ohne Führung nach Wegebeschreibung und Karte auf markierten Wegen zurück. Unterwegs gibt es Kontroll- und Verpflegungsstellen. Bei der 107-km-Tour sind es 14 Kontrollstellen. Elf Touren sind Rundstrecken mit Start und Ziel am gleichen Ort. Die Strecken mit unterschiedlichem Start und Ziel beziehen außer Markkleeberg zehn andere Orte als Start oder Ziel mit ein. Bei einigen dieser Strecken wird ein preiswerter Busshuttle zurück zum Startpunkt angeboten. Abgesehen von den längsten Touren, die ohnehin die Nacht mit beanspruchen, gibt es auch Mondschein-, Mitternachts- und Sonnenaufgangstouren.
Die geführten Touren mit Wegstrecken zwischen 4 und 21 Kilometern widmen sich speziellen Themen des Gebiets, wie zum Beispiel noch aktivem Braunkohleabbau, Architektur, Geologie oder Orgeln. Diese Touren schließen zum Teil auch den Bereich nördlich von Leipzig mit ein.
Kinder- und Familienwanderungen (3–6 km) erklären auf kindgerechte Weise Natur und Umwelt und beziehen zum Teil auch Tiere in die Wanderungen mit ein. Sie stehen unter dem Motto „Wildnis – Rätsel – Abenteuer“. Bei den Gesundheitstouren spielen auch Meditation und Qigong eine Rolle.

## Organisation
Die Teilnahme ist im Vorhinein anzumelden. Die Tourenstarts liegen zwischen Freitag nachmittags und Sonntag. Die Preise für die Teilnahme betragen je nach Strecke zwischen 2 und 29 Euro. Dafür wird u. a. folgender Service geboten: Begleitheft mit Streckenplan, 7-Seen-Button, Streckenmarkierung, Verpflegung auf der Strecke und im Ziel, Urkundenausgabe, medizinische Versorgung und Reflexionsband für Wanderungen bei Dunkelheit.
Veranstalter der 7-Seen-Wanderung sind die Sportfreunde Neuseenland e.V., der Tourismusverein Leipziger Neuseenland e.V. und die Stadtverwaltung Markkleeberg. Während der Veranstaltung übernehmen mehrere hundert freiwillige Helfer u. a. Aufgaben beim Auf- und Abbau der Startzone, bei der Streckenmarkierung, bei der Ausgabe der Startunterlagen und der Urkunden am Ziel sowie an Kontroll- und Verpflegungspunkten.

## Geschichte
Die Geschichte der 7-Seen-Wanderung begann 2004 mit drei Streckenangeboten über 100 km, 50 km und 10 km, für die sich 180 Teilnehmer fanden. 2011 bildete die 7-Seen-Wanderung den Kern des 3. Sächsischen Wandertages, der in Markkleeberg stattfand. Über die Jahre wuchsen die Anzahl der angebotenen Strecken und die Zahl der Teilnehmer. 2017 waren 6180 Anmeldungen eingegangen.